# Anisarchus
Anisarchus (лат.) — род морских лучепёрых рыб из семейства стихеевых (Stichaeidae). Распространены на северо-западе Тихого океана. Длина тела от 17 см (Anisarchus macrops) до 30 см (Anisarchus medius). Морские придонные рыбы. Обитают в прибрежных водах на глубине от 10 до 300 м. Ведут одиночный образ жизни. Безвредны для человека, не являются объектами промысла. Их охранный статус не определён.

## Классификация
В роде Anisarchus 2 вида:
- Anisarchus macrops (Matsubara & Ochiai, 1952)
- Anisarchus medius (Reinhardt, 1837)typus